# 22a edició dels Premis Mestre Mateo
La 22a edició dels premis Mestre Mateo va guardonar les produccions audiovisuals de Galícia l'any 2023 i es va celebrar el 23 de març de 2024. Durant la cerimònia, l'Academia Galega do Audiovisual va presentar el Premis Mestre Mateo en 25 categories. La cerimònia es va celebrar al Coliseum da Coruña i va ser presentada per Lidia Veiga i Miguel Canalejo.
O corno, dirigida per Jaione Camborda, va guanyar 7 premis, entre ells millor pel·lícula, millor director i millor guió Matria d'Álvaro Gago fou la següent producció amb cinc premis. Quan a sèries de televisió, Rapa va ser la més guardonada amb dos premis.

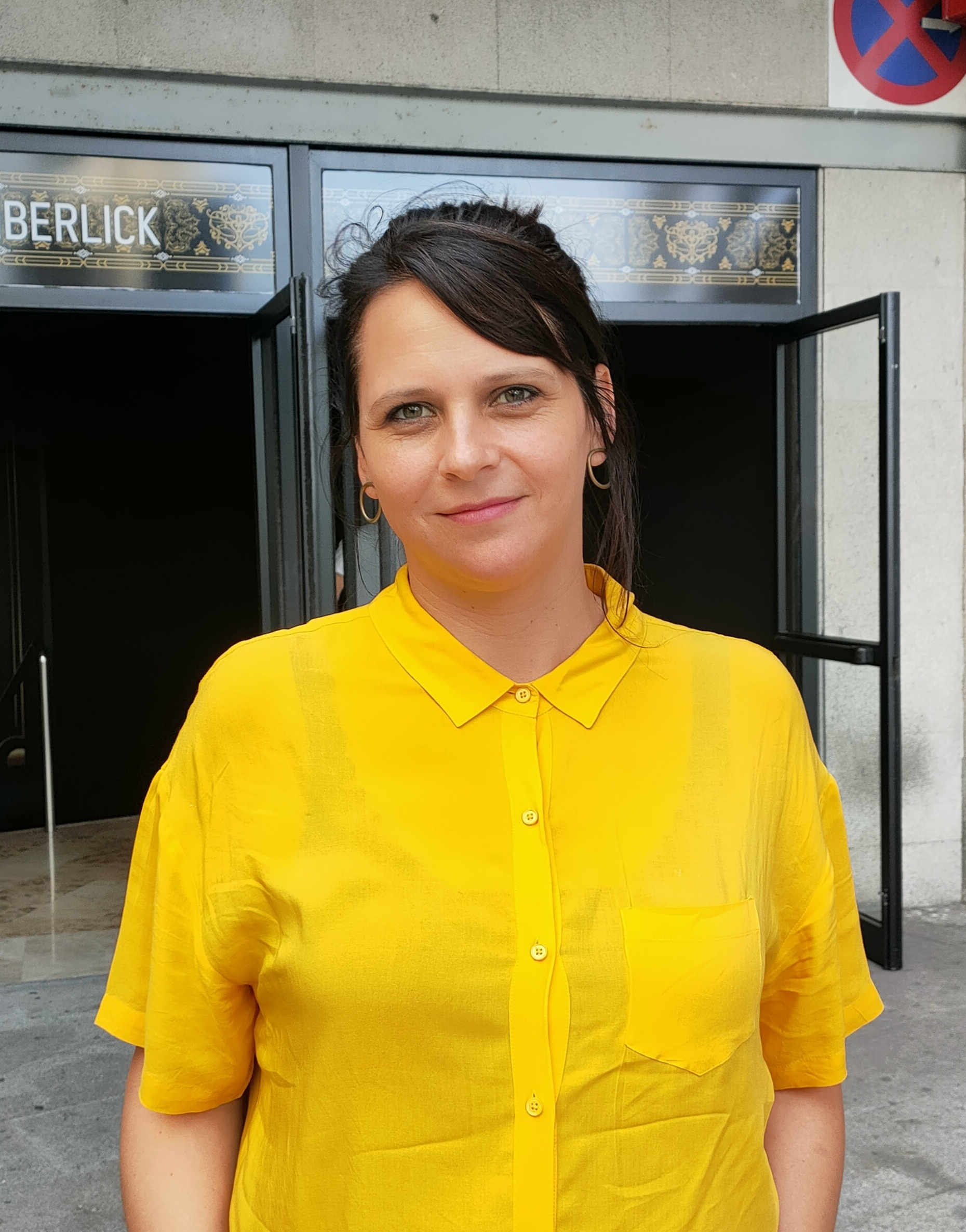
Jaione Camborda, millor directora.

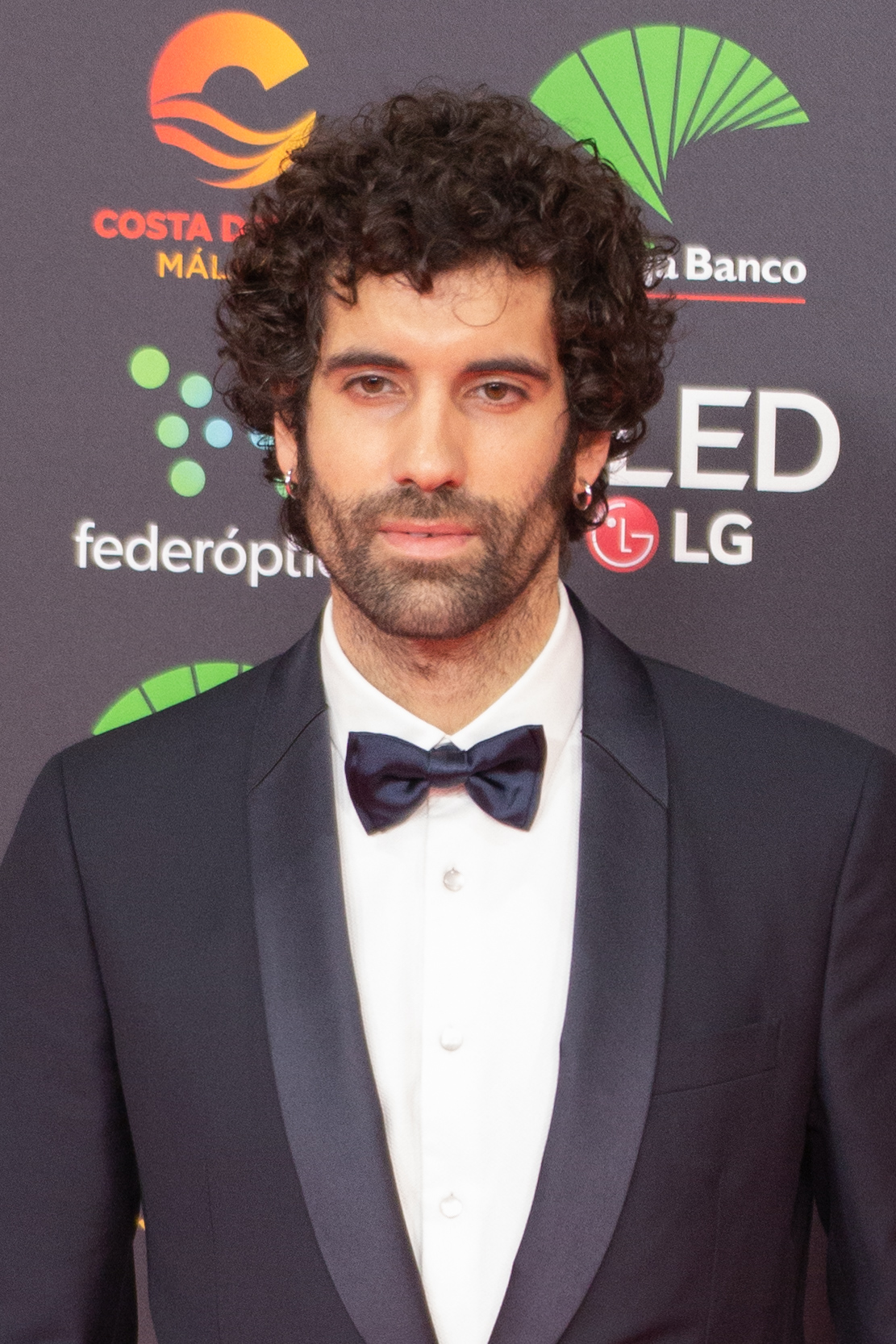
Tamar Novas, millor actor.

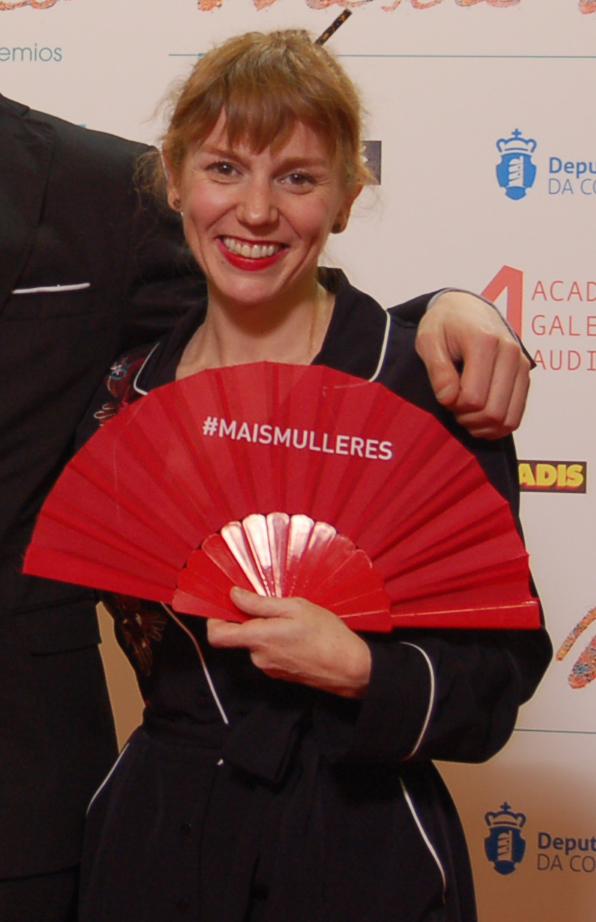
María Vázquez, millor actriu.

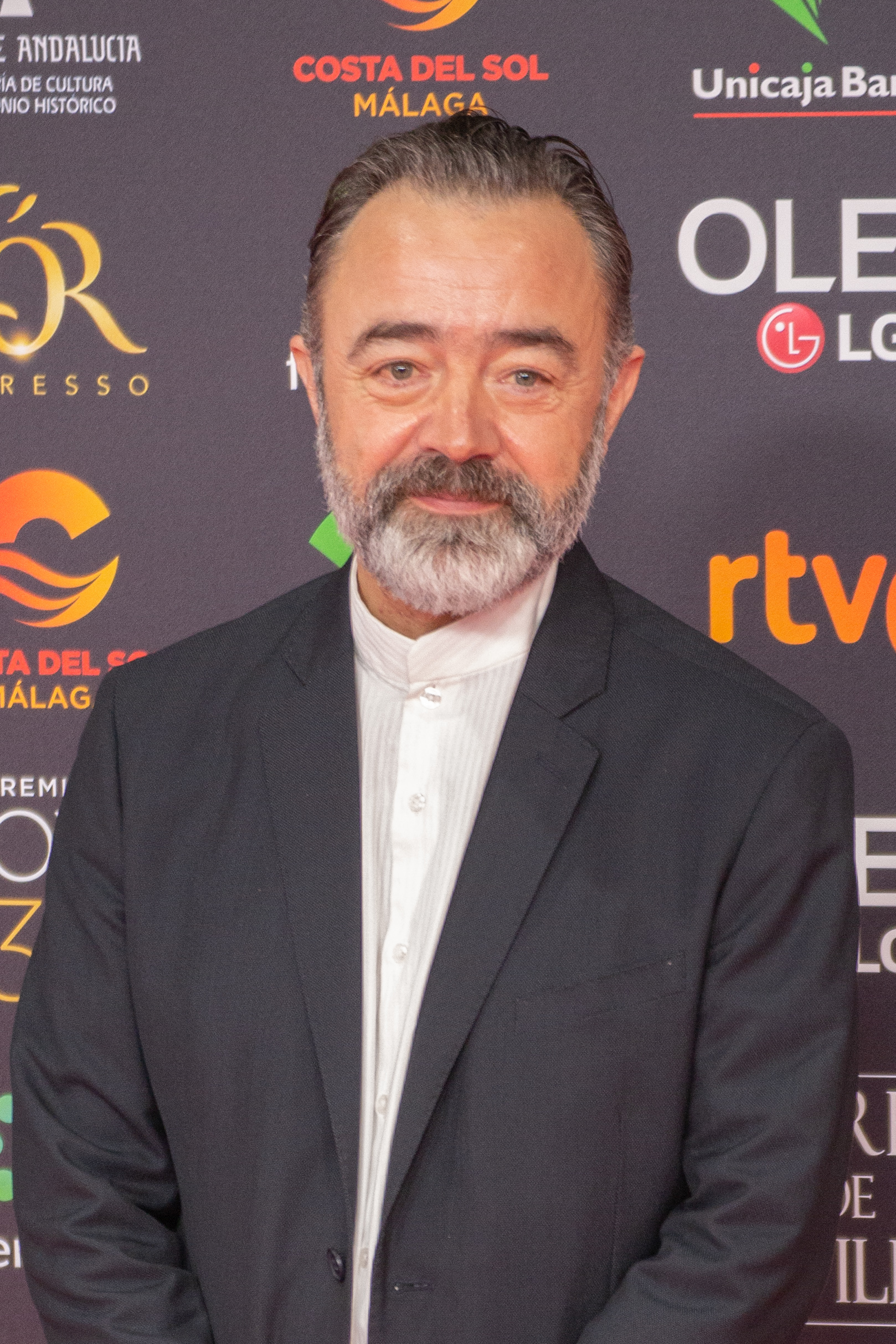
Santi Prego, millor actor secundari.

## Premis
| Millor pel·lícula | Millor director |
| --- | --- |
| - O corno – Jaione Camborda - Matria – Álvaro Gago - Fatum – Juan Galiñanes - Salta! – Olga Osorio | - Jaione Camborda – O corno - Álvaro Gago – Matria - Juan Galiñanes – Fatum - Olga Osorio – Salta! |
| Millor actor | Millor actriu |
| - Tamar Novas – Salta! - Luís Tosar – Fatum - Darío Loureiro – Rapa - Javier Cámara – Rapa | - María Vázquez – Matria - Lidia Veiga – Cando toco un animal - Janet Novás – O corno - Mònica López – Rapa |
| Millor actor secundari | Millor actriu secundària |
| - Santi Prego – Matria - Diego Anido – O corno - Eduardo Alberto Rodríguez Cunha – Matria - Federico Pérez – Rapa | - Susana Sampedro – Matria - Carla Rivas – O corno - Melania Cruz – Rapa - Iolanda Muíños – Rapa |
| Millor guió | Millor realitzador |
| - O corno – Jaione Camborda - Rapa – Pepe Coira i Fran Araújo - Matria – Álvaro Gago - Salta! – Olga Osorio i Araceli Gonda | - O Gran Camiño... – Alba Prol, Raúl García i Jairo Iglesias - Malicia Noticias – Gerardo Rodríguez - Clac – Natalia López Rey - Cinephilia – Simón Saibene                                                                                              |
| Millor sèrie de televisió | Millor programa de televisió |
| - Rapa – Jorge Coira - Saudade de ti – Voz Audiovisual SAU, amb la col·laboració de TVG - Os argonautas e a moeda de ouro – Portocabo i RTVE en col·laboració amb la Xunta de Galicia-Agadic - Motel Valkirias – CTV, S.A. e SPI, S.A. en col·laboració amb TVG i RTP                                     | - Cos pés na terra – Filmax (Producións A Fonsagrada, S.L.) - O Gran Camiño... – Meteórica Cine, Alba Prol i Rául García - Clac – Televisión de Galicia - Cinephilia – Noveolas producciones i Telemiño                                                  |
| Millor direcció de producció | Millor direcció artística |
| - Nati Juncal – Matria - José Alberto Fuentes – O corno - Javi Lopa – Amigos hasta la muerte - Ana Míguez – Rapa | - Melania Freire – O corno - Alexandra Fernández – Salta! - Ángel Amaro e Simón Canosa – Motel Valkirias - Inés Rodríguez – Rapa |
| Millor comunicador de televisió | Millor muntatge |
| - Lucía Veiga – Malicia Noticias - Juan Fuentes – Quen anda aí? - Simone Saibene – Cinephilia - Paco Lodeiro – Atrápame se podes | - Rapa – Gaspar Broullón, Julia Juanatey e Lucía Iglesias - Fatum – Lu Rodríguez - O corno – Cristóbal Fernández - Matria – Ricardo Saraiva |
| Millor música original | Millor so |
| - Rapa – Xavi Font - Salta! – Manuel Riveiro - O corno – Camilo Sanabria - Os argonautas e a moeda de ouro – Santi Jul i Iván Laxe | - O corno – Sergio Silva e David Machado - Matria – Xavier Souto i Diego Staub - Salta! – Carlos Mouriño, David Machado i Javier Pato - Rapa – Juan Gay i Diego Staub                                                                                    |
| Millor fotografia | Millor maquillatge i perruqueria |
| - Matria – Lucía C. Pan - Sica – Mauro Herce - Rapa – Jaime Pérez - O corno – Rui Poças | - O corno – Bárbara Brouke, Lorena Calvo e Silvia Neira - Matria – Sonia García - Salta! – Susana Veira, Beatriz Antelo e Antonio Naranjo - Rapa – Fanny Bello e Gemma Márquez                                                                           |
| Millor sèrie web | Millor producció de publicitat |
| - A arte de ser (mal) pai – Miraveo - Bechos – Undodez para a Televisión de Galicia - Nosoutras, as mulleres da revista Nós – Nós Televisión co patrocinio da Deputación de Ourense - Terapia de – Kraken Media SL                                                                                        | - Chama a miña neta – Recados Carmen para Balidea i Universidade de Vigo - Gracias – Metronoventa Creatividade e Produción Publicitaria, S.L. - Arde Lucus MMXXIII – MBC Servicios Audiovisuales, S.L. - Las estrellas del camino – Kaito Estudios, S.L. |
| Millor curtmetratge | Millor curtmetratge d'animació |
| - O coidado – Miguel Canalejo - Antes de que se poña o Sol – Nani Matos - Nena – Undodez e Mordisco Films - O neno sardiña – Cósmica Producións - Ulises –Gaitafilmes | - To Bird or not to Bird – Abano Producións, S.L., Uniko Estudio Creativo, S.L. - O monstro e a nena – Jorge J. Costas - In Half – Jorge Morais - Illa Cordura – Mario Fernández Filloy                                                                  |
| Millor videoclip | Millor vestuari |
| - Oliveira dos cen anos – C. Tangana, RC Celta, Little Spain - A pequena morte – Caamaño e Ameixeiras, Melania Freire e David Silva - Fai tempo – The Rapants, Undodez e Anxo Beiro - Ruando – Crónicas d'Ardén e Mondra                                                                                  | - O corno – Uxía Vaello - Fatum – María Porto Romero - Salta! – Ana López - Rapa – Alicia Dapena e Lola Dapena |
| Mellor documental | |
| - Os espazos en branco – Serea Films coa col·laboració de TVG, Xunta de Galicia, Cultura da Deputación de A Coruña e Fundación Uxío Novoveyra - A viaxe de Lucy – Somadrome Films, TVE, TVG, Curiosity Stream - Chichi e mais eu – Ollovivo - Emoción, vida e teatro. A nave das Marías – Ecos do Sur ONG | |

## Premis especials

### Premio de Honra Fernando Rey
- Eva Veiga